# روري غالاغر
روري غالاغر (بالإنجليزية: William Rory Gallagher) (و. 1948 – 1995 م) هو مغني، وكاتب أغاني، وعازف قيثارة، وعازف مندولين، ومنتج أسطوانات، وملحن أيرلندي، يستخدم آلات قيثارة، ومندولين، توفي في لندن، عن عمر يناهز 47 عاماً، بسبب مرض معد.

## وصلات خارجية
- روري غالاغر على موقع IMDb (الإنجليزية)
- روري غالاغر على موقع ميوزك برينز (الإنجليزية)
- روري غالاغر على موقع إن إن دي بي (الإنجليزية)
- روري غالاغر على موقع أول ميوزيك (الإنجليزية)
- روري غالاغر على موقع ديسكوغز (الإنجليزية)
- روري غالاغر على موقع قاعدة بيانات الفيلم (الإنجليزية)

- روري غالاغر في قاعدة بيانات الأفلام على الإنترنت